# Mieruko-chan : Slice of Horror
Mieruko-chan : Slice of Horror, connue au Japon sous le nom Mieruko-chan (見える子ちゃん, litt. « La fille qui les voit »),  est un manga écrit et illustré par Tomoki Izumi. Le manga fut annoncé sur Twitter en 2018 et fut retweeté plus de 60 mille fois et aimé par plus de 180 mille utilisateurs. À la suite de son succès il est prépublié en ligne via le site Comic Walker de Kadokawa le 2 novembre 2018. Une version française est publiée par Ototo depuis le 23 octobre 2020. L'adaptation en anime par le studio Passione est diffusée entre le 3 octobre 2021 et le 19 décembre 2021. En France, la diffusion est assurée par Wakanim

## Synopsis
Un soir en rentrant du lycée, Miko Yotsuya se rend compte qu'elle peut voir les esprits. Des fantômes horrifiques se présentent face à elle, allant même jusqu'à lui parler. Au lieu de paniquer, Miko tente de contrôler sa peur et prétend ne pas les voir afin de ne pas se faire repérer par ces fantômes. Miko tente tant bien que mal de poursuivre sa vie normale malgré ces rencontres effrayantes.

## Personnages
Miko Yotsuya (四谷みこ, Yotsuya Miko)
Voix japonaise : Sora Amamiya
La protagoniste principale du manga. Une lycéenne qui tente de vivre une vie normale malgré son pouvoir qui rend son quotidien difficile. Elle tente d'ignorer les esprits afin d'éviter tout conflit.
Hana Yurikawa (百合川ハナ, Yurikawa Hana)
Voix japonaise : Kaede Hondo
La meilleure amie de Miko. Elle est accro à toute sorte de nourriture et passe la plupart de son temps à manger. Elle collectionne les peluches et produit dérivés Lambda Rabbit, un lapin avec la lettre lambda en guise de bouche. Hana possède une grande énergie vitale qui attire les fantômes et les brûlent s'ils sont trop faibles. Elle a le pouvoir de régénérer son énergie vitale en mangeant, mais elle n'a pas conscience de ce pouvoir ni de son énergie vitale.
Julia Niguredō (二暮堂ユリア, Niguredō Yuria)
Voix japonaise : Ayane Sakura
Une jeune apprentie médium qui peut voir les esprits les plus faibles, mais n'arrive pas à voir les plus dangereux, que seul Miko peut voir. Lorsque Miko tente de la sauver elle ou Hana des fantômes qu'elle ne peut pas voir, Julia perçoit ces actes comme des défis, pensant à tort que Miko tente de prouver sa supériorité en tant que médium. Elle finit par se lier d'amitié avec les deux protagonistes.

## Productions et supports

### Manga

#### Liste des volumes
| no | Japonais          | Japonais          | Français         | Français          |
| no | Date de sortie    | ISBN              | Date de sortie   | ISBN              |
| -- | ----------------- | ----------------- | ---------------- | ----------------- |
| 1  | 22 avril 2019     | 978-4-04-065658-8 | 23 octobre 2020  | 978-2-37717-337-2 |
| 2  | 21 octobre 2019   | 978-4-04-064092-1 | 27 novembre 2020 | 978-2-37717-365-5 |
| 3  | 21 mars 2020      | 978-4-04-064498-1 | 14 mai 2021      | 978-2-37717-384-6 |
| 4  | 23 septembre 2020 | 978-4-04-064898-9 | 26 novembre 2021 | 978-2-37717-428-7 |
| 5  | 22 mars 2021      | 978-4-04-680257-6 | 8 juillet 2022   | 978-2-37717-456-0 |
| 6  | 22 octobre 2021   | 978-4-04-680715-1 | 17 mars 2023     | 978-2-37717-479-9 |
| 7  | 22 mars 2022      | 978-4-04-681219-3 | 2 juin 2023      | 978-2-37717-506-2 |
| 8  | 21 octobre 2022   | 978-4-04-681772-3 | 29 mars 2024     | 978-2-37717-561-1 |
| 9  | 23 mai 2023       | 978-4-04-682240-6 | 22 novembre 2024 | 978-2-37717-630-4 |
| 10 | 22 février 2024   | 978-4-04-682879-8 | 27 juin 2025     | 978-2-37717-664-9 |
| 11 | 23 octobre 2024   | 978-4-04-683993-0 |                  |                   |
| 12 | 22 mars 2025      | 978-4-04-684470-5 |                  |                   |

### Anime
L'adaptation en animé a été annoncée le 18 mars 2021. L'annonce fut accompagnée d'un site officiel ainsi que d'une bande annonce s'inspirant des émissions d'horreur télévisées. La série sera animée par le studio Passione, avec pour réalisateur Yuki Ogawa, Kenta Ihara en tant que scénariste et Chikashi Kadekaru pour le design des personnages et la direction de l'animation. L'anime débutera sa diffusion le 3 octobre 2021.

#### Liste des épisodes
| No                        | Titre français                | Titre japonais | Titre japonais   | Date de 1re diffusion |
| No                        | Titre français                | Kanji          | Rōmaji           | Date de 1re diffusion |
| ------------------------- | ----------------------------- | -------------- | ---------------- | --------------------- |
| 1                         | Je les vois                   | 見える？       | Mieru?           | 3 octobre 2021        |
| [Chapitres 1-2]           |                               |                |                  |                       |
| 2                         | Je les vois grave             | 超見える       | Chō Mieru        | 10 octobre 2021       |
| [Chapitres 2-3-4]         |                               |                |                  |                       |
| 3                         | Je les vois encore            | まだ見える     | Mada Mieru       | 17 octobre 2021       |
| [Chapitres 5-6]           |                               |                |                  |                       |
| 4                         | Décidément, je les vois       | やっぱり見える | Yappari Mieru    | 24 octobre 2021       |
| [Chapitres 7-8-9-Extra 2] |                               |                |                  |                       |
| 5                         | Je les vois, moi aussi        | ワタシも見える | Watashi mo Mieru | 31 octobre 2021       |
| [Chapitres 12-13]         |                               |                |                  |                       |
| 6                         | J'en vois un impressionnant   | スゴいの見える | Sugoi no Mieru   | 7 novembre 2021       |
| [Chapitres Extra 1-10-11] |                               |                |                  |                       |
| 7                         | Tu as vu ?                    | 見た？         | Mita?            | 14 novembre 2021      |
| [Chapitres 14.1-14.2]     |                               |                |                  |                       |
| 8                         | Les choses que l'on peut voir | 見えてるもの   | Mieteru Mono     | 21 novembre 2021      |
| [Chapitres 15-16-Extra 1] |                               |                |                  |                       |
| 9                         | Je l'ai déjà vu               | 見たことある   | Mita Koto Aru    | 28 novembre 2021      |
| [Chapitres 17-18]         |                               |                |                  |                       |
| 10                        | Ne regarde pas                | 見るな         | Miru na          | 5 décembre 2021       |
| [Chapitres 19-20]         |                               |                |                  |                       |
| 11                        | Tu vois ?                     | 見る？         | Miru?            | 12 décembre 2021      |
| [Chapitres 21-22]         |                               |                |                  |                       |
| 12                        | La fille qui voit             | 見える子ちゃん | Mieruko-chan     | 19 décembre 2021      |
| [Chapitres 23-24]         |                               |                |                  |                       |

### Annotations
1. ↑  Les titres français de l'adaptation en anime proviennent de Wakanim.

### Œuvres

#### Édition japonaise
1. 1 2  (ja) KADOKAWA CORPORATION, « 見える子ちゃん １ », sur KADOKAWAオフィシャルサイト
2. 1 2  (ja) KADOKAWA CORPORATION, « 見える子ちゃん ２ », sur KADOKAWAオフィシャルサイト
3. 1 2  (ja) KADOKAWA CORPORATION, « 見える子ちゃん ３ », sur KADOKAWAオフィシャルサイト
4. 1 2  (ja) KADOKAWA CORPORATION, « 見える子ちゃん ４ », sur KADOKAWAオフィシャルサイト
5. 1 2  (ja) KADOKAWA CORPORATION, « 見える子ちゃん ５ », sur KADOKAWAオフィシャルサイト
6. 1 2  (ja) KADOKAWA CORPORATION, « 見える子ちゃん ６ », sur KADOKAWAオフィシャルサイト
7. 1 2  (ja) KADOKAWA CORPORATION, « 見える子ちゃん 7 », sur KADOKAWAオフィシャルサイト
8. 1 2  (ja) KADOKAWA CORPORATION, « 見える子ちゃん ８ », sur KADOKAWAオフィシャルサイト
9. 1 2  (ja) KADOKAWA CORPORATION, « 見える子ちゃん ９ », sur KADOKAWAオフィシャルサイト
10. 1 2  (ja) KADOKAWA CORPORATION, « 見える子ちゃん １０ », sur KADOKAWAオフィシャルサイト
11. 1 2  (ja) KADOKAWA CORPORATION, « 見える子ちゃん １１ », sur KADOKAWAオフィシャルサイト
12. 1 2  (ja) KADOKAWA CORPORATION, « 見える子ちゃん １２ », sur KADOKAWAオフィシャルサイト

#### Édition française
1. 1 2 3 4 5 6 7 8 9 10 11 12 13 14 15 16 17 18 19 20  « Mieruko-chan : Slice of Horror », sur www.ototo.fr